# Nationaal park Blåfjella-Skjækerfjella
Nationaal park Blåfjella-Skjækerfjella (Noors: Blåfjella-Skjækerfjella nasjonalpark/ Zuid-Samisch: Låarte-Skæhkere nasjonalpark) is een nationaal park in Trøndelag (Noorwegen) aan de grens met Zweden. Het nationaal park werd opgericht in 2004 en is 1924 vierkante kilometer groot. Het omvat het vroegere nationaal park Gressåmoen, dat bestond tussen 1970 en 2004. Het landschap bestaat uit fjell, veen en verschillende soorten bos. In het park leven 28 soorten zoogdieren (poolvos, bruine beer, veelvraat, ree, edelhert, lynx) en veel vogels (waaronder de regenwulp).